# 문 패트롤
《문 패트롤》(Moon Patrol, ムーンパトロール)은 1982년에 아이렘 소프트웨어 엔지니어링이 출시한 아케이드 게임이다. 북아메리카의 배급을 위해 윌리엄스에 라이선스되었다. 문 패트롤은 사이드 스크롤링 비디오 게임에 패럴랙스 스크롤링을 도입한 것으로 유명하다. 타이토의 정글 헌트 사이드 스크롤링 게임은 문 패트롤과 같은 해에 출시되었으며 이 게임 또한 시차 스크롤링의 기능을 도입하고 있다.

## 포팅 및 재출시
《문 패트롤》은 애플 II, 아타리 7비트 패밀리, 아타리 2600, 아타리 5200, 아타리 ST, 코모도어 64, VIC-20, MSX, IBM PC, TI-99/4A, TRS-80 컬러 컴퓨터로 포팅되었다. 이 중 상당수가 아타리의 아타리소프트 레이블에 의해 배급되었다.
게임보이 컬러용으로 레트로 컴필레이션 "Arcade Hits: Moon Patrol & Spy Hunter"에 포함되었으며, 드림캐스트, 플레이스테이션 시리즈, 마이크로소프트 윈도우용으로 "Midway Presents Arcade's Greatest Hits: The Midway Collection 2"에 포함되었다.
2006년에 반다이는 휴대전화용으로 《문 패트롤 EX》(Moon Patrol EX)라는 이름의 개선판을 출시하였다.

## 클론
문 레인저(Moon Ranger)라는 이름의 부트렉(bootleg) 버전이 아케이드판과 같은 해에 출시되었다.
홈 클론에는 다음을 포함한다:
- Desert Patrol - TRS-80 컬러 컴퓨터 (1983)[6]
- Gas Hog - 아타리 2600 (1983)[7]
- Lunar Rover Patrol - en:Dragon 32 (1983)
- Moon Buggy - 코모도어 64 (1983)
- Moon Alert - ZX 스펙트럼 (1984)
- Luna Rover - ZX 스펙트럼 (1985)[8]
- Moon Control - 암스트레드 CPC (1985)
- Moonrider - MSX (1986)
- Overlander - 아미가 (1993)

코모도어 64용 배틀 스루 타임(1984)은 21세기의 주요 전쟁에 관한 주제로 게임플레이의 테마를 변경하였다.
moon-buggy라는 이름의 오픈 소스 클론과 ASCII 패트롤(Ascii patrol)이 유닉스 계열 터미널에서 실행된다.